# پیست خیابانی آدلاید
پیست خیابانی آدلاید (به انگلیسی: Adelaide Street Circuit) یک پیست خیابانی است که در آدلاید، استرالیای جنوبی، در کشور استرالیا قرار دارد. از این پیست برای برگزاری جایزه بزرگ استرالیا، که یکی از سری گراند پری‌های مسابقات قهرمانی جهان فرمول یک است، استفاده می‌شود.
پیکربندی کنونی این پیست از ۱۶ پیچ تشکیل شده و طول آن برابر با ۳٫۷۸۰ کیلومتر (۲٫۳۴۹ مایل) است.